# Salou Challenger 1989
Il Salou Challenger 1989 è stato un torneo di tennis facente parte della categoria ATP Challenger Series nell'ambito dell'ATP Challenger Series 1989. Il torneo si è giocato a Salou in Spagna dal 19 al 25 giugno 1989 su campi in terra rossa.

## Vincitori

### Singolare
Tomás Carbonell ha battuto in finale  Nicklas Utgren con il punteggio di 6–2, 6–4

### Doppio
Conny Falk /  Robbie Weiss hanno battuto in finale  Per Henricsson /  Nicklas Utgren con il punteggio di 5–7, 7–6, 6–4